# Scooby Doo: A XXX Parody
Scooby Doo: A XXX Parody ist eine Porno-Parodie aus dem Jahr 2011 über Scooby-Doo.

## Handlung
Shaggy hat Scooby Doo auf einer sexy Halloween-Party verloren, und die Bande kehrt in die Villa zurück und sucht nach der Dogge. Dabei erleben sie sexuelle Abenteuer und stoßen auf mysteriöse Kreaturen. Scooby Doo taucht allerdings nicht im Film auf.

## Nominierungen
- AVN Award: Best Supporting Actress: Bobbi Starr
- XBIZ Award: Parody Release of the Year/Comedy

## Produktion und Veröffentlichung
Regie führte Eddie Powell und das Drehbuch schrieb Scott Taylor. Erstmals wurde der Film am 7. Februar 2011 in den Vereinigten Staaten veröffentlicht.